# Warsaw (Indiana)
Warsaw és una població dels Estats Units a l'estat d'Indiana. Segons el cens del 2006 tenia 13.082 habitants.

## Demografia
Segons el cens del 2000, Warsaw tenia 12.415 habitants, 4.794 habitatges, i 3.068 famílies. La densitat de població era de 457,4 habitants/km².
Dels 4.794 habitatges en un 32,4% hi vivien nens de menys de 18 anys, en un 49% hi vivien parelles casades, en un 10,8% dones solteres, i en un 36% no eren unitats familiars. En el 30,4% dels habitatges hi vivien persones soles l'11,8% de les quals corresponia a persones de 65 anys o més que vivien soles. El nombre mitjà de persones vivint en cada habitatge era de 2,49 i el nombre mitjà de persones que vivien en cada família era de 3,11.
Per edats la població es repartia de la següent manera: un 26% tenia menys de 18 anys, un 10,9% entre 18 i 24, un 29% entre 25 i 44, un 21% de 45 a 60 i un 13,2% 65 anys o més.
L'edat mediana era de 34 anys. Per cada 100 dones de 18 o més anys hi havia 93,3 homes.
La renda mediana per habitatge era de 36.564$ i la renda mediana per família de 45.153$. Els homes tenien una renda mediana de 33.322$ mentre que les dones 22.284$. La renda per capita de la població era de 19.262$. Entorn del 6,8% de les famílies i el 9,2% de la població estaven per davall del llindar de pobresa.

## Poblacions més properes
El següent diagrama mostra les poblacions més properes.